# Norman Mapeza
Norman Takanyariwa Mapeza (ur. 12 kwietnia 1972 w Salisbury) – piłkarz zimbabwejski grający na pozycji obrońcy.

## Kariera klubowa
Karierę piłkarską Mapeza rozpoczął w klubie Darryn Textiles. W 1991 roku awansował do kadry pierwszego zespołu i w tamtym roku zadebiutował w nim w zimbabwejskiej Premier League. W Darryn Textiles grał przez trzy sezony.
W 1993 roku Mapeza trafił do Polski, do klubu Sokół Pniewy, w którym występował wraz z rodakiem Johnem Phirim. W polskiej ekstraklasie rozegrał 26 meczów.
W 1994 roku Mapeza został sprzedany do tureckiego Galatasaray SK. W tureckiej ekstraklasie zadebiutował 14 sierpnia 1994 roku w wygranym 3:1 domowym meczu z Gençlerbirliği. W Galatasaray grał przez sezon.
W 1995 roku Mapeza przeszedł do MKE Ankaragücü. Swój debiut w stołecznym klubie zaliczył 13 sierpnia w meczu z Trabzonsporem (1:3). W Ankaragücü, podobnie jak w Galatasaray, spędził sezon.
W 1996 roku Mapeza odszedł do zespołu Altay z Izmiru. Zadebiutował w nim 25 sierpnia 1996 w przegranym 1:5 wyjazdowym meczu z Fenerbahçe SK. Na koniec sezonu 1996/1997 utrzymał się z Altayem w lidze.
W 1997 roku Mapeza zmienił klub i został zawodnikiem zespołu Çanakkale Dardanelspor. Swój debiut w nim zanotował 3 sierpnia 1997 przeciwko İstanbulsporowi (1:1). W Çanakkale Dardanelspor grał przez rok.
W 1998 roku Mapeza przeszedł do grającego w 1. Lig, Denizlisporu. W 1999 roku wrócił do Altayu, a w 2000 roku wyjechał do Austrii i przez sezon występował w SV Ried. W sezonie 2001/2002 ponownie grał w Turcji, tym razem w Malatyasporze.
W 2003 roku Mapeza wrócił do Zimbabwe i został piłkarzem klubu CAPS United Harare. W 2004 roku wywalczył z nim mistrzostwo kraju oraz zdobył Puchar Zimbabwe. Na sezon 2004/2005 trafił do Ajaksu Kapsztad z RPA. W 2005 roku zakończył karierę piłkarską.
| Sezon   | Klub                   | Kraj              | Rozgrywki      | Mecze | Bramki |
| ------- | ---------------------- | ----------------- | -------------- | ----- | ------ |
| 1991    | Darryn Textiles        | Zimbabwe          | Premier League | 12    | 0      |
| 1992    | Darryn Textiles        | Zimbabwe          | Premier League | 26    | 1      |
| 1993    | Darryn Textiles        | Zimbabwe          | Premier League | 30    | 0      |
| 1993/94 | Sokół Pniewy           | Polska            | Ekstraklasa    | 26    | 0      |
| 1994/95 | Galatasaray SK         | Turcja            | Süper Lig      | 25    | 2      |
| 1995/96 | MKE Ankaragücü         | Turcja            | Süper Lig      | 31    | 2      |
| 1996/97 | Altay SK               | Turcja            | Süper Lig      | 29    | 1      |
| 1997/98 | Çanakkale Dardanelspor | Turcja            | Süper Lig      | 30    | 2      |
| 1998/99 | Denizlispor            | Turcja            | 1. Lig         | 31    | 0      |
| 1999/00 | Altay SK               | Turcja            | Süper Lig      | 26    | 1      |
| 2000/01 | SV Ried                | Austria           | Bundesliga     | 10    | 0      |
| 2001/02 | Malatyaspor            | Turcja            | Süper Lig      | 17    | 0      |
| 2003    | CAPS United            | Zimbabwe          | Premier League | 12    | 0      |
| 2004    | CAPS United            | Zimbabwe          | Premier League | 16    | 1      |
| 2004/05 | Ajax Kapsztad          | Południowa Afryka | Premier League | 11    | 1      |

## Kariera reprezentacyjna
W reprezentacji Zimbabwe Mapeza zadebiutował w 1993 roku. Grał w niej do 2001 roku.